# Jurica Vranješ
Jurica Vranješ (Osijek, 31. siječnja 1980.), je bivši hrvatski nogometaš.
Nogometnu karijeru započeo je u NK Osijeku, da bi 2000. godine otišao u njemačkog bundesligaša Bayer iz Leverkusena, a 2003. u VfB Stuttgart. Godine 2005. prelazi u Werder iz Bremen. 29. siječnja 2010. prelazi u turski klub Gençlerbirliği S.K. na polugodišnju posudbu iz Werdera. Potpisao je za grčki Aris rujna 2011., a krajem ožujka 2012. završio je u HNK Rijeci, gdje je krajem 2012. godine završio karijeru. Trenutačno se školuje za nogometnog trenera. Radi kao nogometni agent i to vrlo uspješno. Dosadašnji transfer Josip Brekalo (Dinamo -Wolfsburg 6 mio euro)
Za hrvatsku nogometnu reprezentaciju nastupio je 26 puta.